# Sri-lankische Cricket-Nationalmannschaft in Pakistan in der Saison 2008/09
Die Tour der sri-lankischen Cricket-Nationalmannschaft nach Pakistan in der Saison 2008/09 fand vom 20. Januar bis zum 5. März 2009 statt. Auf Grund der Anschläge auf das sri-lankische Team in Lahore wurde die Tour vorzeitig beendet. Es war eine internationale Cricket-Tour die im Rahmen der Internationale Cricket-Saison 2008/09 ausgetragen wurde und umfasste eine aus drei Spielen bestehende ODI-Serie, die Sri Lanka 2-1 gewann, und eine Testserie mit zwei ausgetragenen Spielen, in der alle Spiele als Remis gewertet wurden. Die ODI-Spiele waren Bestandteil der ICC ODI Championship, die Tests Teil der ICC Test Championship.

## Vorgeschichte
Ursprünglich war für den Zeitraum geplant das Indien eine Tour in Pakistan abhielt. Aus politischen Gründen und Sicherheitsbedenken in Folge der Anschläge von Mumbai zwei Monate zuvor, lehnte es der indische Verband BCCI ab ein Team zu entsenden. Der Weltverband ICC führte daraufhin eine Sicherheitsuntersuchung durch, um die Sicherheit seiner Matchoffiziellen zu garantieren. Ursprünglich waren drei Tests, drei ODI und ein Twenty20 geplant, jedoch wurde auf bitten der sri-lankischen Spieler ein Test und das Twenty20 Spiel gestrichen.

## Stadien
Die ursprüngliche Planung stammte vom 8. Januar 2009, in der Faisalabad als Ausrichter eines ODIs vorgesehen war. Auf Wunsch des sri-lankischen Verbandes SLC wurde dieses jedoch am 14. Januar geändert.
| Stadion          | Stadt   | Kapazität | Spiele                  |
| ---------------- | ------- | --------- | ----------------------- |
| National Stadium | Karachi | 34.228    | 1. ODI, 2. ODI; 1. Test |
| Gaddafi Stadium  | Lahore  | 60.000    | 3. ODI; 2. Test         |

## Kaderliste
Sri Lanka gab den Kader für die ODIs am 9. Januar 2009 bekannt, Pakistan am 12. Januar. Die geänderte Testmannschaft wurde von Sri Lanka am 3. Februar 2009 benannt, die von Pakistan am 18. Februar.
| Test | Test | ODI | ODI |
| Pakistan | Sri Lanka | Pakistan | Sri Lanka |
| --- | --- | --- | --- |
| - Younis Khan (K) - Ahmed Shehzad - Asim Kamal - Danish Kaneria - Faisal Iqbal - Fawad Alam - Kamran Akmal (wk) - Khurram Manzoor - Misbah-ul-Haq - Mohammad Talha - Salman Butt - Shoaib Malik - Sohail Khan - Umar Gul - Yasir Arafat | - Mahela Jayawardene (K) - Tillakaratne Dilshan - Dilhara Fernando - Prasanna Jayawardene - Chamara Kapugedera - Suranga Lakmal - Farveez Maharoof - Ajantha Mendis - Mutthiah Muralitharan - Tharanga Paranavitana - Thilan Samaraweera - Kumar Sangakkara (wk) - Thilan Thushara - Chaminda Vaas - Malinda Warnapura | - Shoaib Malik (K) - Iftikhar Anjum - Kamran Akmal (wk) - Khurram Manzoor - Misbah-ul-Haq - Saeed Ajmal - Salman Butt - Shahid Afridi - Shoaib Akhtar - Sohail Khan - Sohail Tanvir - Umar Amin - Umar Gul - Yasir Arafat - Younis Khan | - Mahela Jayawardene (K) - Tillakaratne Dilshan - Dilhara Fernando - Sanath Jayasuriya - Chamara Kapugedera - Thilina Kandamby - Nuwan Kulasekara - Farveez Maharoof - Angelo Mathews - Ajantha Mendis - Jehan Mubarak - Muthiah Muralitharan - Kumar Sangakkara (wk) - Upul Tharanga - Thilan Thushara |

## Tour Match
| 17. – 18. Februar Scorecard | Karachi | Pakistan Cricket Board Patron's XI 395-4 (90)           | – | Sri Lanka 283-5 (90) |
|                             |         | Pakistan Cricket Board Patron's XI gewinnt mit 112 Runs |   |                      |

## One-Day Internationals

### Erstes ODI in Karachi
| 20. Januar Scorecard | Karachi | Sri Lanka 219 (45.2)           | – | Pakistan 220-2 (45.5) |
|                      |         | Pakistan gewinnt mit 9 Wickets |   |                       |

### Zweites ODI in Karachi
| 21. Januar Scorecard | Karachi | Sri Lanka 290-8 (50)           | – | Pakistan 161 (34.5) |
|                      |         | Sri Lanka gewinnt mit 129 Runs |   |                     |

### Drittes ODI in Lahore
| 24. Januar Scorecard | Lahore | Sri Lanka 309-5 (50)           | – | Pakistan 75 (22.5) |
|                      |        | Sri Lanka gewinnt mit 234 Runs |   |                    |

## Tests

### Erster Test in Karachi
| 21. – 25. Februar Scorecard | Karachi | Sri Lanka 644-7d (155.2) & 144-5 (31) | – | Pakistan 765-6d (248.5) |
|                             |         | Remis                                 |   |                         |

### Zweiter Test in Lahore
| 1. – 5. März Scorecard | Lahore | Sri Lanka 606 (151) | – | Pakistan 110-1 (24.4) |
|                        |        | Remis               |   |                       |

## Statistiken
Die folgenden Cricketstatistiken wurden bei dieser Tour erzielt.
| Tests              | Tests      | Tests   | Tests   | Tests   | Tests   | Tests   | Tests   | Tests   |
| Batting            | Batting    | Batting | Batting | Batting | Batting | Batting | Batting | Batting |
| Spieler            | Mannschaft | Spiele  | Innings | Runs    | Average | HS      | 100s    | 50s     |
| ------------------ | ---------- | ------- | ------- | ------- | ------- | ------- | ------- | ------- |
| Thilan Samaraweera | Sri Lanka  | 2       | 3       | 469     | 234,50  | 231     | 2       | 0       |
| Younis Khan        | Pakistan   | 2       | 1       | 313     | 313,00  | 313     | 1       | 0       |
| Mahel Jayawardene  | Sri Lanka  | 2       | 3       | 292     | 97,33   | 240     | 1       | 0       |
| Kumar Sangakkara   | Sri Lanka  | 2       | 3       | 239     | 79,66   | 104     | 1       | 2       |
| Kamran Akmal       | Pakistan   | 2       | 1       | 158     |         | 158*    | 1       | 0       |
| Bowling            |            |         |         |         |         |         |         |         |
| Spieler            | Mannschaft | Spiele  | Overs   | Wickets | Average | BBI     | 5W      | 10W     |
| Umar Gul           | Pakistan   | 2       | 70      | 9       | 29,77   | 6/135   | 1       | 0       |
| Danish Kaneria     | Pakistan   | 2       | 102.2   | 5       | 77,60   | 3/170   | 0       | 0       |
| Dilhara Fernando   | Sri Lanka  | 2       | 41      | 2       | 72,00   | 2/124   | 0       | 0       |
| Shoaib Malik       | Pakistan   | 2       | 65      | 2       | 111,50  | 2/140   | 0       | 0       |
| Yasir Arafat       | Pakistan   | 2       | 52      | 2       | 114,00  | 1/90    | 0       | 0       |

| ODIs                 | ODIs       | ODIs    | ODIs    | ODIs    | ODIs    | ODIs    | ODIs    | ODIs    |
| Batting              | Batting    | Batting | Batting | Batting | Batting | Batting | Batting | Batting |
| Spieler              | Mannschaft | Spiele  | Innings | Runs    | Average | HS      | 100s    | 50s     |
| -------------------- | ---------- | ------- | ------- | ------- | ------- | ------- | ------- | ------- |
| Tillakaratne Dilshan | Sri Lanka  | 3       | 3       | 255     | 127,50  | 137*    | 1       | 1       |
| Salman Butt          | Pakistan   | 3       | 3       | 162     | 81,00   | 100*    | 1       | 1       |
| Kumar Sangakkara     | Sri Lanka  | 3       | 3       | 115     | 38,33   | 50      | 0       | 1       |
| Sanath Jayasuriya    | Sri Lanka  | 3       | 3       | 102     | 34,00   | 45      | 0       | 0       |
| Thilina Kandamby     | Sri Lanka  | 2       | 2       | 91      | 45,50   | 59      | 0       | 1       |
| Bowling              |            |         |         |         |         |         |         |         |
| Spieler              | Mannschaft | Spiele  | Overs   | Wickets | Average | BBI     | 5W      | 10W     |
| Umar Gul             | Pakistan   | 3       | 27      | 10      | 13,30   | 4/58    | 0       | 0       |
| Muttiah Muralitharan | Sri Lanka  | 3       | 18.5    | 6       | 10,50   | 3/19    | 0       | 0       |
| Nuwan Kulasekara     | Sri Lanka  | 3       | 22      | 5       | 16,60   | 3/17    | 0       | 0       |
| Iftikhar Anjum       | Pakistan   | 3       | 23.2    | 5       | 27,60   | 4/42    | 0       | 0       |
| Ajantha Mendis       | Sri Lanka  | 3       | 16.5    | 4       | 20,00   | 3/29    | 0       | 0       |
| Thilan Thushara      | Sri Lanka  | 3       | 20      | 4       | 22,00   | 3/33    | 0       | 0       |

## Player of the Series
Als Player of the Series wurden die folgenden Spieler ausgezeichnet.
| Serie | Player of the Series |
| ----- | -------------------- |
| ODI   | Tillakaratne Dilshan |

### Player of the Match
Als Player of the Match wurden die folgenden Spieler ausgezeichnet.
| Spiel   | Player of the Match  |
| ------- | -------------------- |
| 1. ODI  | Salman Butt          |
| 2. ODI  | Tillakaratne Dilshan |
| 3. ODI  | Tillakaratne Dilshan |
| 1. Test | Younis Khan          |

## Anschlag

### Ablauf
Auf der Fahrt vom Hotel zum Stadion am dritten Tag des zweiten Tests in Lahore wurde der Bus der sri-lankischen Mannschaft von zwölf bewaffneten Angreifern attackiert. Dabei wurden sechs Pakistanische Polizisten und zwei Zivilisten getötet. Zwei Spieler, Thilan Samaraweera und Tharanga Paranavitana, wurden so schwer verletzt, dass sie ins Krankenhaus eingeliefert wurden. Fünf weitere Spieler, darunter Kapitän Mahela Jayawardene, erlitten leichtere Verletzungen. Weitere Verletzte gab es im Betreuerstab der Mannschaft. Ebenfalls wurde der Ersatzschiedsrichter Ahsan Raza schwer verletzt. Die Mannschaft wurde nach dem Angriff ins Stadion gefahren und vom dortigen Spielfeld mit dem Hubschrauber ausgeflogen. Mit dem nächstmöglichen Flug verließ die Mannschaft das Land Richtung Colombo. Das laufende Spiel wurde als Draw gewertet.

### Konsequenzen
In Folge des Anschlages weigerten sich andere Nationalmannschaften nach Pakistan zu reisen. Die ersten waren Neuseeland, die ihre Tour nach Pakistan im November 2009 auf neutralen Grund in die Vereinigten Arabischen Emirate verlegten. Seitdem trägt Pakistan seine Heimspiele zumeist in den Vereinigten Arabischen Emiraten oder vereinzelt auch in England aus. Erst 2015 reiste mit Simbabwe erstmals wieder ein Team eines anderen Full Members für eine Tour in das Land. Einen Monat nach dem Anschlag wurde Pakistan die geplante Mitausrichtung des Cricket World Cup 2011 entzogen.